# Apostolisches Exarchat Saints Cyril and Methodius of Toronto
Das Apostolische Exarchat Saints Cyril and Methodius of Toronto (lat.: Eparchia Sanctorum Cyrilli et Methodii Torontini Slovachorum ritus Byzantini) ist ein Exarchat für die unierten Katholiken slowakischer Herkunft in Kanada. Es gehört dem Byzantinischen Ritus an, als liturgische Sprache wird das Kirchenslawische verwendet.
Die Eparchie Saints Cyril and Methodius of Toronto wurde am 13. Oktober 1980 begründet und unterstand direkt dem Heiligen Stuhl, der Kongregation für die orientalischen Kirchen. Seit 2008 war die Eparchie der Jurisdiktion der Griechisch-katholischen Kirche in der Slowakei unterstellt. Am 3. März 2022 bestätigte Papst Franziskus die Statusänderung der bisherigen Eparchie zum Apostolischen Exarchat. Gleichzeitig unterstellte er dieses der Erzeparchie Pittsburgh und bestätigte den Bischof von Passaic, Kurt Burnette, der die Eparchie bereits seit 2020 verwaltete, als Apostolischen Administrator des Exarchats.

## Bischöfe
- 1980–1996: Michael Rusnak
- 2000–2016: John Stephen Pazak
  - 2016–2018: John Stephen Pazak, Apostolischer Administrator
- 2018–2020: Marián Andrej Pacák
  - Sedisvakanz seit 20. Oktober 2020